# رابرت مک‌لاکلان
رابرت مک‌لاکلان (انگلیسی: Robert McLachlan؛ زادهٔ ۲۳ مارس ۱۹۵۶) قهرمان سابق دوچرخه‌سواری، عکاس و فیلم‌بردار اهل کانادا است.
وی دانش‌آموختهٔ دانشگاه سایمون فریزر است و تاکنون بابت فعالیت‌های هنری‌اش برندهٔ جوایز گوناگونی شده است.
از فیلم‌ها یا برنامه‌های تلویزیونی که وی در آن نقش داشته است، می‌توان به مقصد نهایی، مقصد نهایی ۳، نفرین‌شده، یکه‌تاز، کریسمس سیاه، قطب‌نمای طلایی، تکامل دراگون‌بال، وست‌ورلد، جزیره هارپر، بازی تاج‌وتخت، ری داناوان، مکسول و شاه، دایره راز، هدف انسانی، تارزان اشاره کرد.